# A5/1
A5/1은 GSM 휴대전화 표준에서 무선 통신 프라이버시를 제공하는 데 사용되는 스트림 암호이다. 이는 A5 보안 프로토콜의 여러 구현 중 하나이다. 처음에는 비밀로 유지되었지만 유출 및 역공학을 통해 대중에게 알려졌다. 암호에서 여러 가지 심각한 약점이 확인되었다.

## 역사와 용례
A5/1은 유럽과 미국에서 사용된다. A5/2는 특정 수출 지역에 대한 알고리즘을 의도적으로 약화시킨 것이다. A5/1은 GSM이 아직 유럽 이외의 지역에서 사용되는 것을 고려하지 않았던 1987년에 개발되었으며, A5/2는 1989년에 개발되었다. 둘 다 처음에는 비밀로 유지되었지만 1994년에 일반 설계가 유출되었고 알고리즘은 1999년 마크 브리세노(Marc Briceno)의 GSM 전화기로부터 완전히 역설계되었다. 2000년에는 약 1억 3천만 명의 GSM 고객이 음성 통신의 기밀성을 보호하기 위해 A5/1을 사용했다.
보안 연구원인 로스 앤더슨(Ross Anderson)은 1994년에 1980년대 중반에 GSM 암호화가 강력해야 하는지 여부를 놓고 북대서양 조약 기구 신호정보 기관 사이에 엄청난 논쟁이 있었다고 보고했다. 독일인들은 바르샤바 조약 기구으로 독일과 긴 국경을 공유하고 있기 때문에 GSM 암호화가 강력해야 한다고 말했다. 그러나 다른 나라들은 이런 식으로 생각하지 않았고, 현재 사용되는 알고리즘은 프랑스 설계이다.

## 문헌
- Rose, Greg (2003년 9월 10일). “A precis of the new attacks on GSM encryption” (PDF). QUALCOMM Australia. 2011년 9월 27일에 원본 문서 (PDF)에서 보존된 문서. 2004년 10월 17일에 확인함.
- Maximov, Alexander; Thomas Johansson; Steve Babbage (2004). “An Improved Correlation Attack on A5/1”. 《Selected Areas in Cryptography 2004》: 1–18.